# Wilhelm Hasenclever

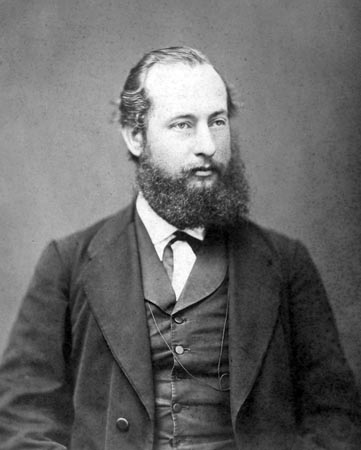
Wilhelm Hasenclever (1884).

Wilhelm Hasenclever, född 19 april 1837 i Arnsberg i Westfalen, död 3 juli 1889 i Schöneberg, var en tysk socialist.
Hasenclever, till yrket logarvare, verkade med iver för de socialistiska lärornas spridning som redaktör för åtskilliga tidningar ("Neuer Socialdemokrat", "Vorwärts", 1876–78), som medlem av socialistiska arbetarföreningar (1871 blev han ordförande för den av Ferdinand Lassalle stiftade Allgemeiner Deutscher Arbeiterverein och 1875 efter dess sammansmältning med August Bebels och Wilhelm Liebknechts riktning för Sozialistische Arbeiterpartei Deutschlands) samt som ledamot av Nordtyska förbundets riksdag (1869–70) och tyska riksdagen (1874–88). 
Under senare delen av 1880-talet började Hasenclever uppvisa ej närmare specificerade psykiatriska och neurologiska symptom. Efter en kollaps 1888 lämnade han riksdagen och avled året därpå på ett sanatorium i Schöneberg.